# Habib Ali Kiddie
Habib Ali Kiddie (Bhopal, 7 december 1929 - 1987) was een hockeyer uit Pakistan.
Met zijn ploeggenoten verloor Ali Kiddie in 1956 de Olympische finale van aartsrivaal India. In 1958 zorgde Ali Kiddie met zijn ploeggenoten India de eerste nederlaag in een groot toernooi, door de finale van de Aziatische Spelen te winnen. Twee jaar later versloeg Pakistan in de Olympische finale van 1960 aartsrivaal India. 

## Erelijst
- 1956 –  Olympische Spelen in Melbourne
- 1958  –  Aziatische Spelen in Tokio
- 1960 –  Olympische Spelen in Rome
- 1962  –  Aziatische Spelen in Jakarta